# Slovenec (spletni medij)
Slovenec je slovenski spletni medij, ki ga izdaja Inštitut dr. Antona Korošca (slovenski think tank, ki ga obvladuje Slovenska ljudska stranka). Medij je bil ustvarjen po delnem zgledu nekdanjega istoimenskega časopisa slovenskega politično-katoliškega gibanja.
Leta 2021 je Slovenec za izvajanje projekta "Od politike do sociale" na razpisu kulturnega ministrstva prejel 14.950 € sredstev.